# Ganalo Peak
Il  Ganalo Peak  (Urdu: گینالو), è una montagna di 6.608 metri, cima sussidiaria del Nanga Parbat nell'Himalaya occidentale del Pakistan. Contraddistinto da bastioni di roccia e ghiaccio sito a nord-ovest della cima principale del Nanga Parbat, il monte Ganalo si erge a 2.743 m. (9.000 piedi) sopra il ghiacciaio Rakhiot e a 2.438 m. (8.000 piedi) sopra il vicino campo base di Rakhiot. Il remoto villaggio di Beyal si trova alla sua base settentrionale. Il Ganalo Peak è facilmente visibile da Fairy Meadows, una popolare destinazione per il trekking in alto sopra il fiume Indo

## Prime scalate
La prima salita risale al 23 luglio quando Hans Lobenhofer e Ludwig Chicken componenti della spedizione alpinistica tedesca al Nanga Parbat del 1939 raggiunsero la vetta.
Nel 1983 Emilio Hernando, Jesus Gomez, Mikel Martínez e Angel Landa tentarono di raggiungere la cima del Ganalo Peak. Il gruppo arrivò alla cima antistante occidentale (6.400 metri, 21.000 piedi), ma dovette tornare indietro dopo aver scoperto che la vera cima avrebbe richiesto di attraversare una cresta difficile di 1,25 miglia. 
Nel 1990 una squadra tedesca e pakistana che si preparava a scalare il Nanga Parbat utilizzò con successo il Ganalo Peak per acclimatarsi, raggiungendo i 5300 metri. 
Nel 2022 gli scalatori italiani Francois Cazzanelli e Pietro Picco si acclimatarono sul Ganalo Peak prima di aprire una nuova via sulla parete Diamir del Nanga Parbat. La coppia raggiunse i 6.100 metri.

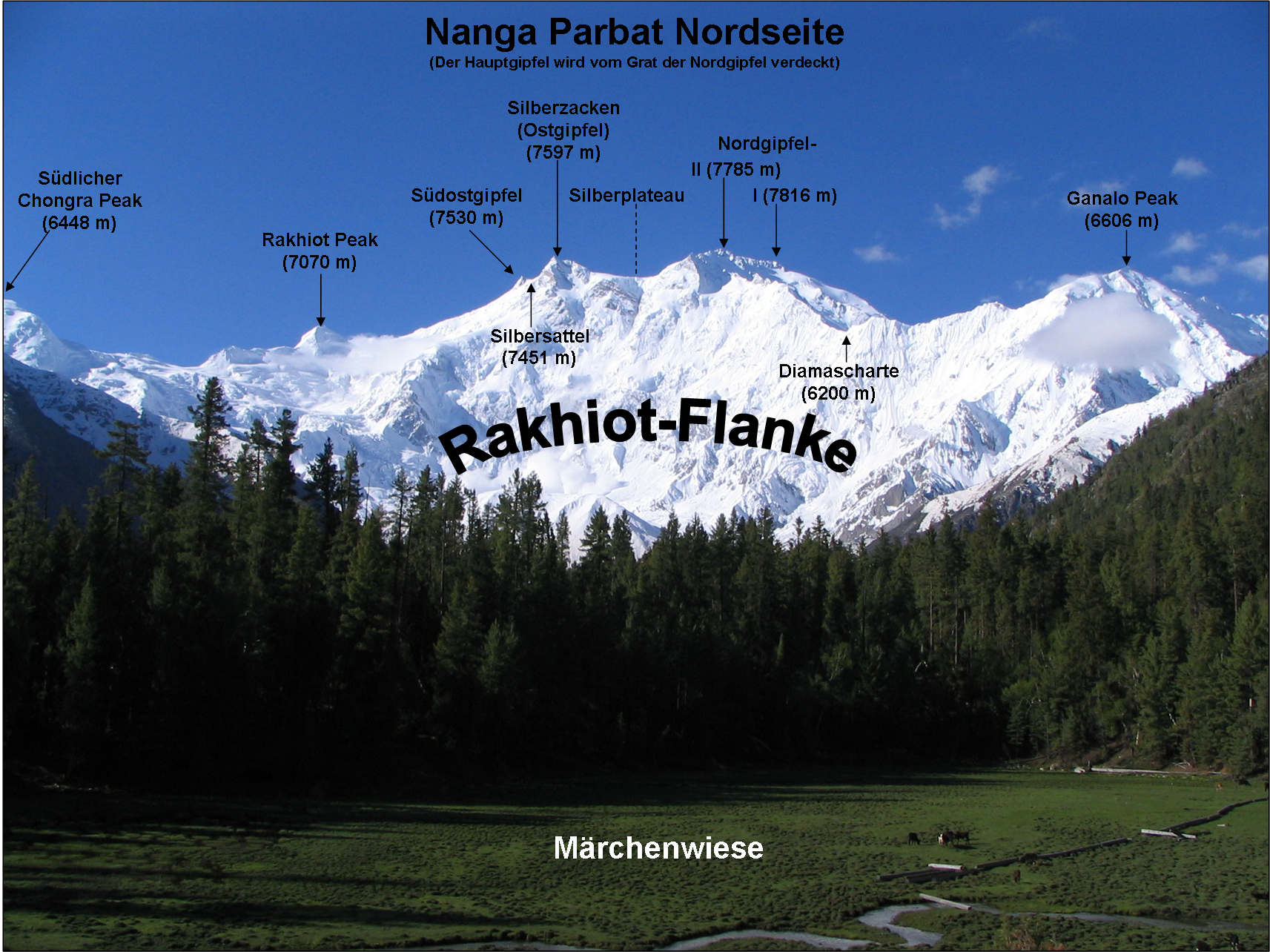
Versante nord del massiccio del Nanga Parbat

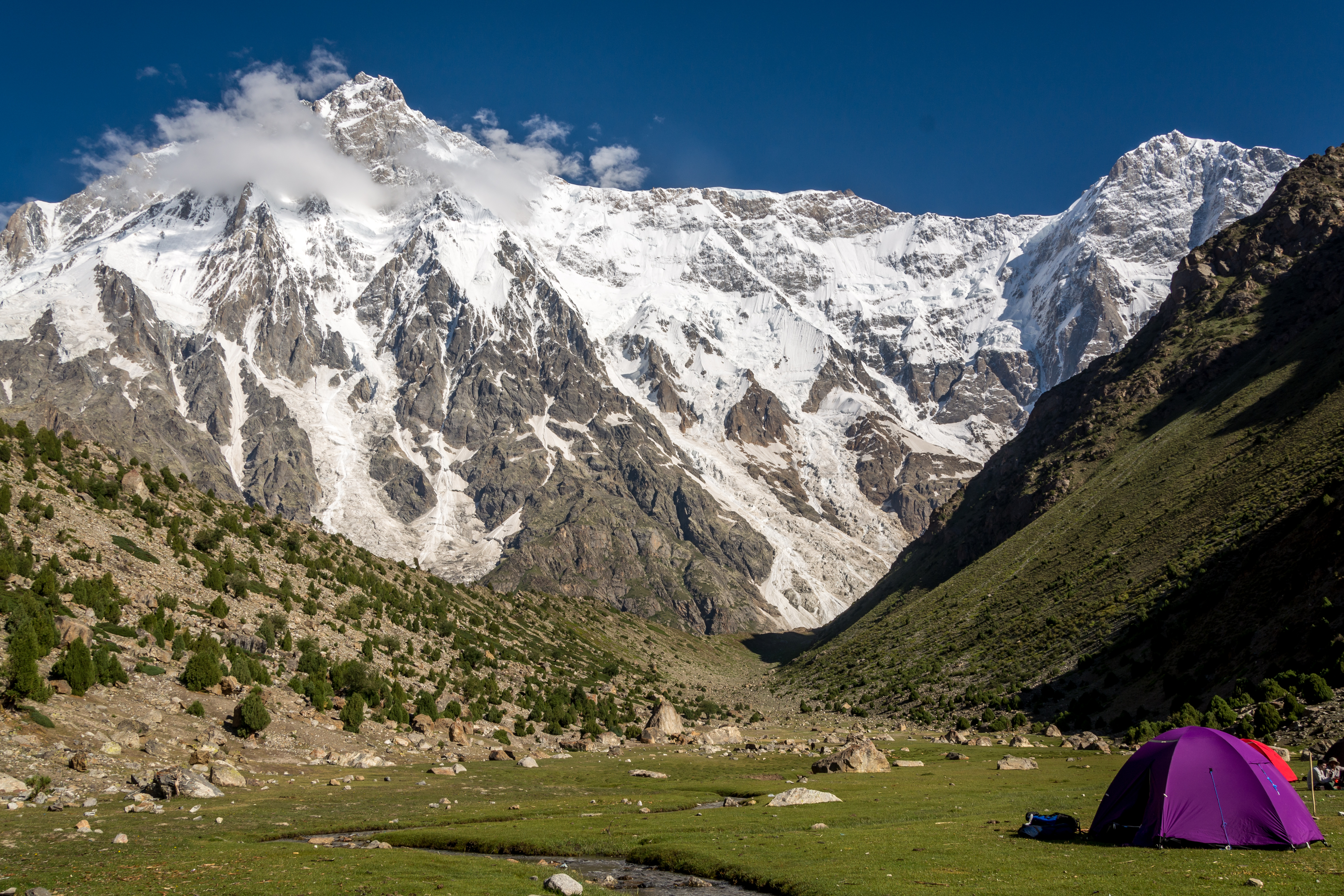
Nanga Parbat il campo base Rupal, Gilgit Baltistan